# BGM-109 Tomahawk
El BGM-109 Tomahawk es un misil de crucero de largo alcance, subsónico, con capacidad todo tiempo, de origen estadounidense. Fue diseñado por General Dynamics en los años 1970 como un misil de medio alcance a largo alcance, para volar a baja altura a velocidad subsónica, de modo que pueda ser lanzado desde un submarino sumergido o la cubierta de una fragata misilera. Ha sido mejorado varias veces y, por medio de varias adquisiciones corporativas, ahora es fabricado por la empresa de tecnología militar Raytheon Technologies. Algunos Tomahawk también fueron fabricados por McDonnell Douglas. Su alcance máximo es de 1600 kilómetros y su capacidad de ataque puede albergar cualquier tipo de explosivo, incluyendo cabezas nucleares.

## Descripción

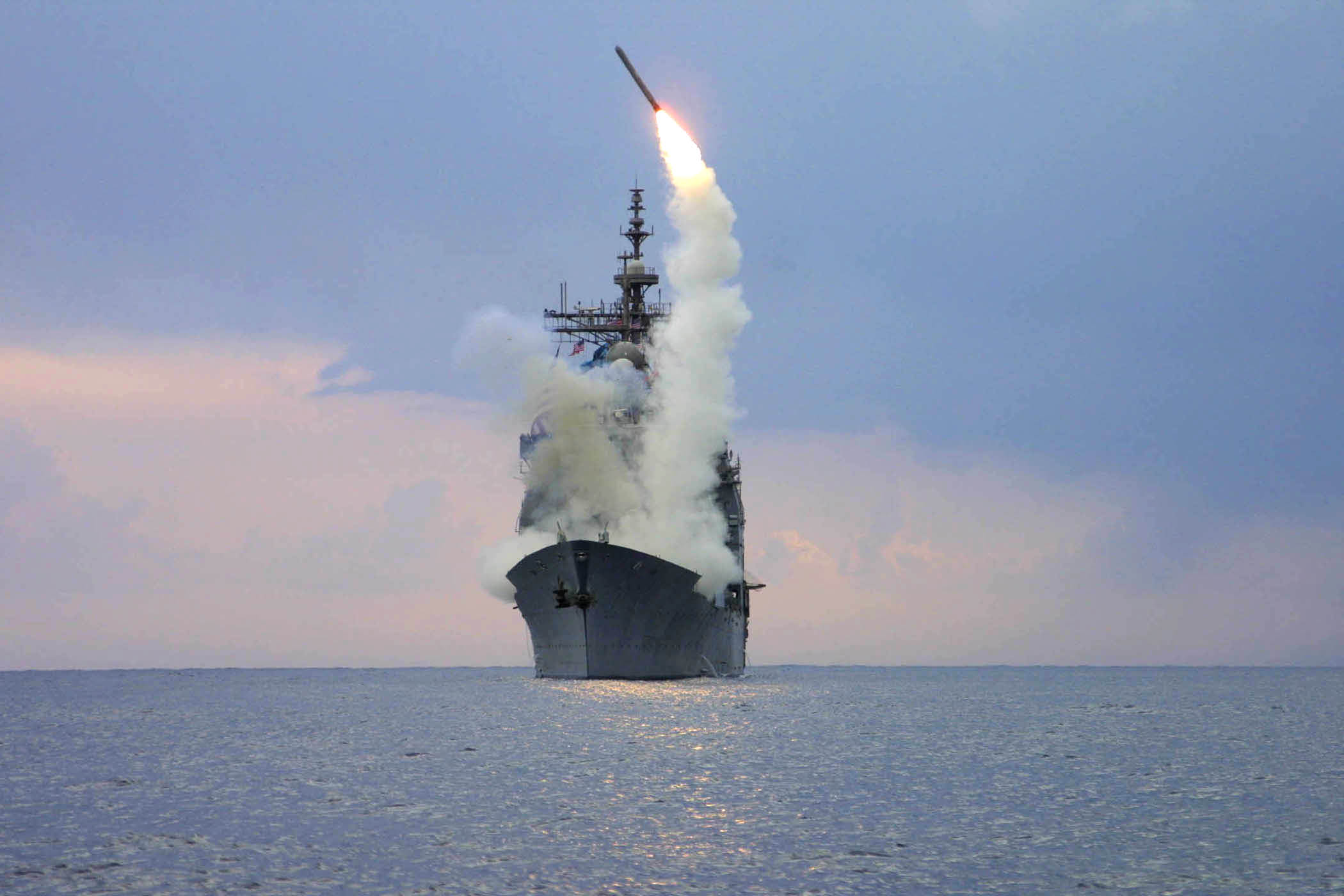
Crucero USS Cape St. George (CG 71) de la clase Ticonderoga lanzando un misil Tomahawk en el año 2003.

Se han construido diferentes tipos de misiles Tomahawk, que han empleado varias clases de cabezas u ojivas armadas. Las versiones operativas incluyen la cabeza con carga convencional TLAM-C, la cabeza de fragmentación TLAM-D, y la cabeza nuclear (TLAM-A y TLAM-N) (no desplegados). Existe también el misil antibuque Tomahawk (TASM). En cuanto a los misiles de crucero de lanzamiento desde tierra y sus vehículos de lanzamiento, fueron destruidos para cumplir con el Tratado de Desarme Nuclear de Medio Alcance en 1987.
Los Tomahawk del tipo Bloque III, que entraron en servicio en 1993, tienen un mayor alcance y usan el Sistema de Posicionamiento Global (GPS) para aumentar su precisión. Los de clase Bloque IV tienen un mejor DSMAC (Digital Scene Matching Area Correlator, un sistema para la correlación del terreno con imágenes digitales previas) y unos motores turbo mejorados. La segunda fase de los Bloque IV tiene mejor capacidad de ataque en profundidad y están equipados con un sistema de precisión en tiempo real contra objetivos armados móviles.
En la actualidad se han desarrollado nuevas cabezas antibunkers, que hacen penetrar al misil en tierra, y gracias a unos sensores que detectan el aire, revientan dentro del búnker, causando la destrucción interior del mismo.
Se suele decir que su precisión es tan alta que podría impactar con el larguero de una portería de fútbol siendo lanzado desde cientos de kilómetros de distancia.

## Variantes
- AGM-109H/L Medium Range Air to Surface Missile (MRASM) - misil aire-superficie propulsado por turborreactor de menor alcance, nunca entró en servicio
- BGM-109A Tomahawk Land Attack Missile - Nuclear (TLAM-N) con cabeza nuclear W80
- BGM-109C Tomahawk Land Attack Missile - Conventional (TLAM-C) con una cabeza de guerra convencional
- BGM-109D Tomahawk Land Attack Missile - Dispenser (TLAM-D) con submuniciones
- BGM-109G Gryphon Ground Launched Cruise Missile (GLCM) - retirado de servicio
- RGM/UGM-109B Tomahawk Anti Ship Missile (TASM) - variante antibuque guiada por radar
- RGM/UGM-109E Tomahawk Land Attack Missile (TLAM Bloque IV) - versión mejorada del TLAM-C

## Tomahawk táctico
Con diferencia, la mejora más interesante de los Tomahawk ha sido equiparlos para participar en la red de guerra centralizada, de modo que cada misil sea capaz de usar los datos de múltiples sensores (aviones, satélites, soldados, tanques, barcos) para encontrar su objetivo. También podrá enviar los datos de sus sensores a otras unidades operativas. Esto será parte de la fuerza conectada a una red prevista por el Pentágono.

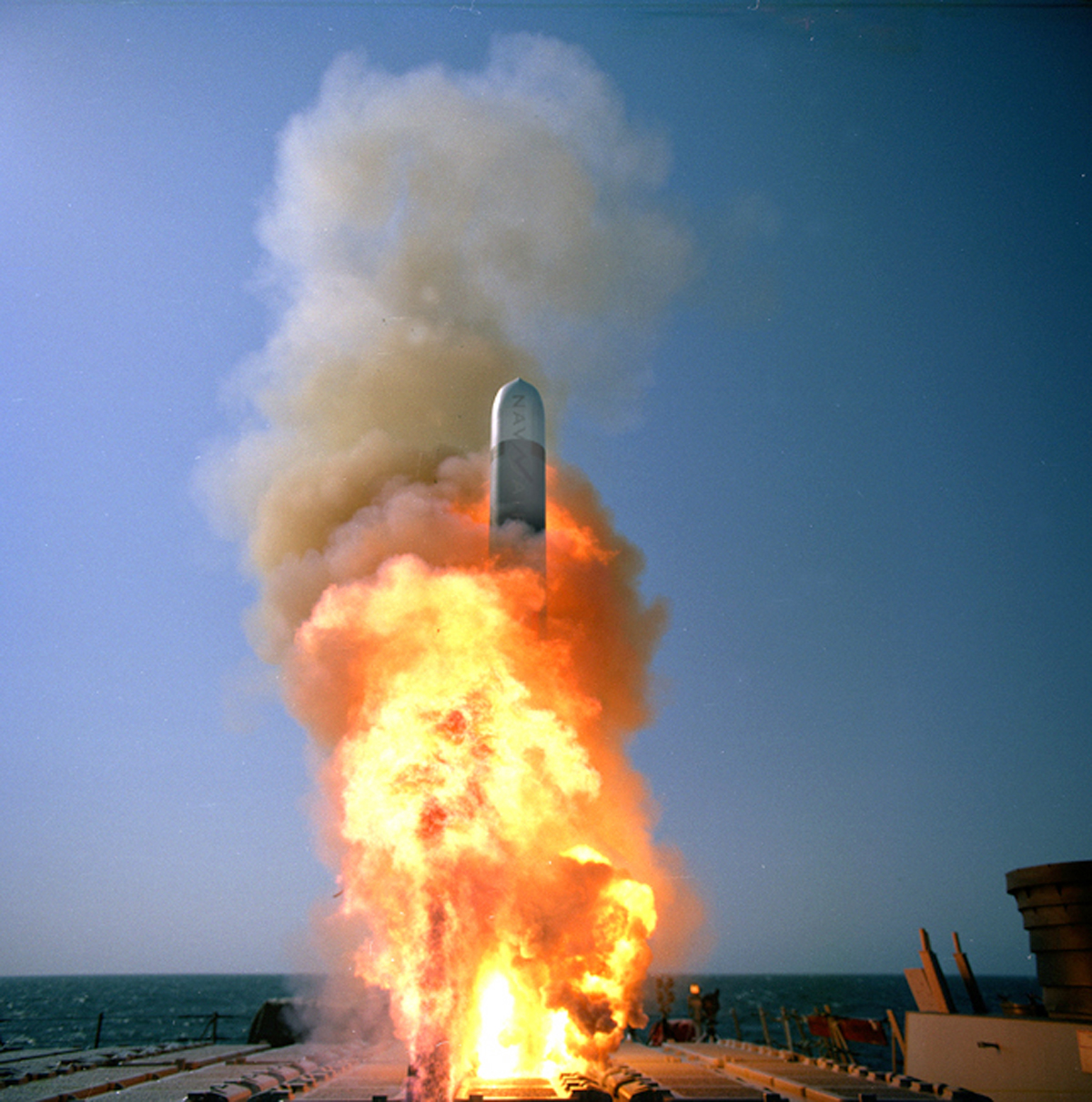
Lanzamiento de un misil de crucero Tomahawk desde el sistema de lanzamiento vertical del destructor USS Stethem (DDG-63).

Los Tomahawk tácticos están equipados con una cámara de televisión para la observación de campo de batalla, que permite a los comandantes evaluar el daño al objetivo y remitir el misil a un objetivo alternativo, ordenando cambiar su dirección en el último momento del ataque. Además, el Tomahawk Táctico es capaz de ser reprogramado en vuelo, para atacar uno de los 16 objetivos preasignados en memoria mediante coordenadas GPS o introducciendo nuevas coordenadas. Además el misil puede enviar datos sobre su estado operativo, posición, altitud y velocidad. La Marina de Estados Unidos empezó a usar esta nueva característica del misil a finales de 2004.
Los misiles Tomahawks son difíciles de interceptar, debido a su pequeño tamaño, su reducida sección transversal de radar y su vuelo a baja altitud operativa.

## Sistemas de lanzamiento

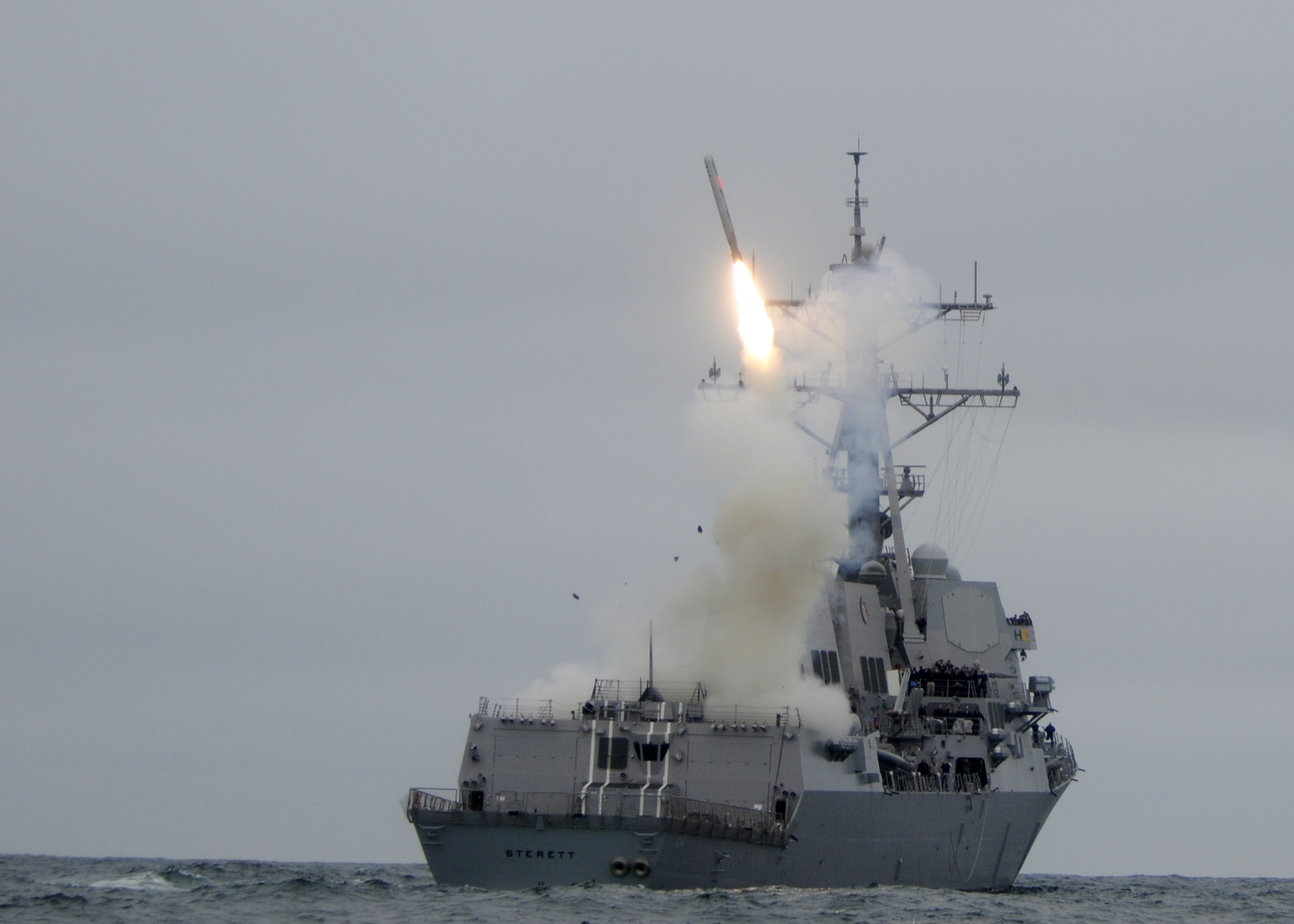
El USS Sterett (DDG 104) disparando un misil Tomahawk en el año 2010.

Cada misil se almacena y se lanza desde un contenedor a presión, que lo protege durante el transporte y almacenamiento, y actúa como un tubo de lanzamiento. Estos recipientes son vendidos en lanzadores de tipo caja blindados (ABL), en forma similar al lanzamiento del misil Exocet se encontraban generalmente en los acorazados de la clase Iowa como el USS Iowa, USS New Jersey, USS Missouri y el USS Wisconsin, ahora fuera de servicio. Estos recipientes están actualmente disponibles para el Sistema de lanzamiento vertical (VLS) en otras naves de superficie, Sistemas de Lanzamiento Encapsulado (CLS) en los submarinos clase Los Ángeles y posteriores, y para los tubos lanzatorpedos de submarinos. Todos los buques equipados con los ABL han sido dados de baja.
Los misiles lanzados desde submarinos (llamados UGM-109s), después de ser expulsados por gas presurizado (verticalmente mediante el VLS) o por agua presurizada (horizontalmente a través de los tubos de torpedos), sale del agua y se enciende un cohete de combustible sólido para los primeros segundos de vuelo hasta la transición a la velocidad de crucero.
Seguidamente al alcanzar el vuelo, las alas del misil se despliegan, surgen los dispositivos aerodinámicos y el motor se emplea para el vuelo de crucero. Sobre el agua, el Tomahawk utiliza el guiado inercial o GPS para seguir el curso preestablecido; una vez en tierra, el sistema de guiado de misiles se ayuda de la coincidencia del contorno del terreno (TERCOM). La orientación terminal es proporcionada por el sistema Digital de Correlación de Área de Coincidencia de Escena (DSMAC) o GPS, obteniendo una precisión aproximada de unos 10 metros.
El sistema de armas Tomahawk consta de los misiles, del Centro de Planificación del Teatro de Misiones (TMPC)/ del sistema de Planificación de flotabilidad y/o del sistema de Control de armas del Tomahawk (en barcos de superficie) o el sistema de Control de combate (para submarinos).
Los misiles crucero Tomahawk permiten alcanzar un objetivo enemigo a más de 1600 kilómetros de distancia, lanzados desde barcos de guerra pesados y submarinos, sin arriesgar las vidas de soldados o pilotos de aviones de combate, permiten ahorrar gastos y evitar la muerte de soldados. También pueden ser lanzados desde aviones bombarderos Boeing B-52 Stratofortress, Rockwell B-1 Lancer y los nuevos bombarderos de diseño Stealth Northrop Grumman B-2 Spirit.

## Versiones
Cuando se desarrollaron los modelos del Tomahawk, para distinguir las diferentes versiones del misil según la plataforma desde la cual eran lanzados, se instituyeron los siguientes códigos:
- BGM-109-A-1: denominación para los misiles nucleares lanzados desde buques.
- BGM-109-B-1: denominación para los misiles convencionales antibuque lanzados desde buques.
- BGM-109-A-2: denominación para los misiles nucleares lanzados desde submarinos.
- BGM-109-B-2: denominación para los misiles convencionales antibuque lanzados desde submarinos.

## Otros detalles

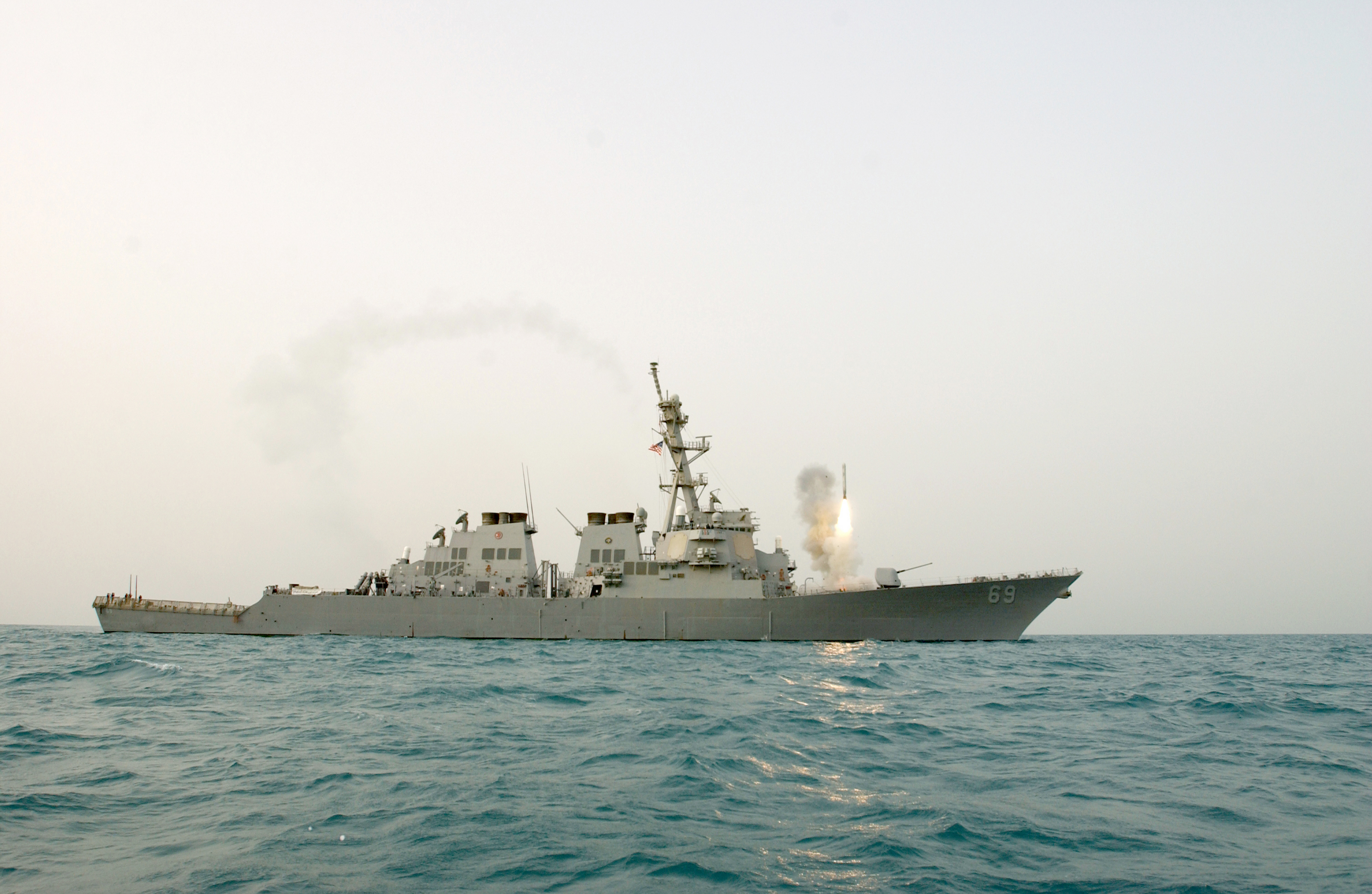
El disparando un misil Tomahawk en 2003, al inicio de la guerra de Irak.

El Tomahawk-TLAM D contiene 166 submuniciones en 24 recipientes; 22 recipientes de siete y dos recipientes de seis cada uno para ajustarse a las dimensiones de la célula. Las submuniciones son del mismo tipo que los efectos producidos por una minibomba utilizada en grandes cantidades por la fuerza aérea de Estados Unidos. Los recipientes de submuniciones son dispensados de dos en dos, uno por cada lado. El misil puede seguir hasta cinco objetivos diferentes por lo que le permite atacar objetivos múltiples. Sin embargo, para lograr una cobertura con densidad suficiente todos los recipientes (24) son dispensados secuencialmente desde atrás hacia adelante.
TERCOM – Coincidencia del contorno del terreno. Es una representación digital de una gran área de terreno, se asigna basándose en datos digitales de elevación del terreno digital o imágenes en 2D. Este mapa, a continuación, se inserta en la misión del Tomahawk que luego se carga en los misiles. Cuando el misil se encuentra en vuelo compara los datos del mapa almacenado con los datos recogidos por el radar de altura (altímetro). Basado en los resultados de la comparación, el sistema de navegación inercial se actualiza y corrige su curso.
DSMAC – Sistema Digital de Correlación de Área de Coincidencia de Escena. Una imagen digitalizada de un área se asigna y, a continuación, se inserta en la misión del Tomahawk. Durante el vuelo, el misil verificará que las imágenes que ha almacenado se correlacionan o coinciden con la imagen que “ve” bajo sí mismo. Basado en los resultados de la comparación, se actualiza el sistema de navegación inercial del misil y corrige su curso.
En la guerra de Siria, los Tomahawk fueron efectivamente derribados por los misiles antiaéreos de los BUK rusos, siendo incapaces de alcanzar objetivos en espacios aéreos defendidos.
- Coste total del programa: 11 210 000 000 USD[6]

## Operadores

Operadores del Tomahawk.

### Armada de los Estados Unidos
Durante la Guerra del Golfo de 1991 se lanzaron 288 Tomahawks, 12 de ellos desde dos submarinos el 2 de abril de 1991, el USS Pittsburgh  (SSN-720) Y USS Louisville (SSN-724).
Durante la "Operación Amanecer de la Odisea" el 19 de marzo de 2011, barcos de guerra y submarinos de los Estados Unidos y de Gran Bretaña lanzaron más de 110 misiles de crucero Tomahawk contra los sistemas antiaéreos de Libia y se confirmaron que alcanzaron más de 20 objetivos estratégicos (baterías antiaéreas).
El misil crucero Tomahawk es transportado en todos los barcos de guerra pesados Clase Ticonderoga, Clase Arleigh Burke, los submarinos Clase Los Ángeles, Clase Ohio, Clase Seawolf y los nuevos Submarinos clase Virginia de la US Navy.

### Royal Navy
En 1995, Estados Unidos acordó vender a Gran Bretaña más de 60 Tomahawks para equipar a los submarinos nucleares de la Marina Real. Los primeros misiles fueron adquiridos en 1998, y la primera prueba tuvo lugar ese mismo año. Desde 2004, se emplean en los submarinos nucleares de tipo Swiftsure y Trafalgar, y está previsto que todos los submarinos de la Marina Real puedan usar Tomahawk hacia el año 2008.
La primera vez que la Marina Real usó estos misiles fue cuando lanzó Tomahawks desde el HMS Splendid durante la Guerra de Kosovo en 1999. Más tarde fue usado en la guerra de Afganistán de 2001, así como la Operación Telic, que fue el nombre en clave de la contribución británica a la invasión de Irak en 2003.
Pueden ser transportados en los nuevos submarinos Clase Astute, lanzados como un torpedo con una primera etapa bajo el agua y en los destructores  Type 45 (Clase Daring), con el Sistema de lanzamiento vertical de misiles.

## Pedidos cancelados

### Armada Española
Estos misiles iban a ser incorporados a las fragatas F-100 y a los submarinos S-80, la adquisición de estos misiles hubiera supuesto un gran salto cualitativo pues permite alcanzar un objetivo a 1600 kilómetros sin arriesgar vidas de soldados o pilotos propios. Esto hubiera proporcionado una capacidad de proyección sobre tierra sin precedentes.
En concreto los misiles que se iban a adquirir eran del tipo Tac-Tom (Tomahawk Táctico o Bloque IV), un misil subsónico de ataque a tierra y menor alcance que sus antecesores estratégicos, pero dotado de sensibles mejoras, que permiten reprogramarlo en vuelo o elegir entre 15 blancos alternativos.
Cada misil cuesta aproximadamente 750 000 euros, dinero al que hay que sumarle el costo de la preparación de la tripulación y adaptación de los sistemas.
Con todo, lo complicado no es el hecho de poseer el Tomahawk, sino el ser capaz de usarlo autónomamente; es decir, no depender de Estados Unidos para cada empleo. A medio plazo, sin embargo, sí se hubiera podido alcanzar cierta autonomía, de forma que fuera posible usar el misil sin apoyo externo, aunque se perdiera en precisión. Este hubiera sido el cometido del Centro Nacional de Planeamiento del Tomahawk.
En octubre de 2009 la ministra de Defensa, Carme Chacón, comunicó al Pentágono que renunciaba definitivamente a la compra de misiles Tomahawk que fue pactada en 2005.

### Misiles similares
- Scalp Naval
- RK-55
- Babur
- Nirbhay
- Cj-10